# Werner Hartenstein
Gustav Julius Werner Hartenstein, né le 27 février 1908 à Plauen et mort au combat le 8 mars 1943, est un militaire allemand.

## Biographie
Il commande l'U-156 pendant la Seconde Guerre mondiale et est crédité du torpillage d'une vingtaine de navires.
Il est notamment à l'origine du torpillage du RMS Laconia. Il porte secours aux passagers survivants, mais pris pour cible par un avion américain, il doit cesser ce sauvetage et quitter la zone du naufrage. Ce drame conduit l'amiral Karl Dönitz à interdire aux bâtiments allemands de porter assistance aux équipages et aux passagers des navires ennemis coulés, à la suite d'une attaque.
Werner Hartenstein sombre au fond de l'Atlantique avec l'ensemble de son équipage lorsque l'U-156 est coulé le 8 mars 1943 à 13 heures 15 à l'est de la Barbade à la position géographique de 12° 38′ N, 54° 39′ O par des charges de profondeur lancées par un hydravion américain Catalina de l'escadron VP-53/P-1.